# GPRC6A
G protein spregnuti receptor familija C group 6 član A je protein koji je kod ljudi kodiran GPRC6A genom. Ovaj receptor funkcioniše kao senzor L-aminokiselina, osteokalcina, i steroida.

## Klinički značaj
je takođe povezan sa progresijom raka prostate, i pokazano je da posreduje brz, negenomiski respons ćelija kancera prostate na testosteron.

## Literatura
- Harrington JJ; Sherf B; Rundlett S;  . (2001). „Creation of genome-wide protein expression libraries using random activation of gene expression.”. Nat. Biotechnol. 19 (5): 440—5. PMID 11329013. doi:10.1038/88107.
- Takeda S; Kadowaki S; Haga T;  . (2002). „Identification of G protein-coupled receptor genes from the human genome sequence.”. FEBS Lett. 520 (1–3): 97—101. PMID 12044878. doi:10.1016/S0014-5793(02)02775-8.
- Mungall AJ; Palmer SA; Sims SK;  . (2003). „The DNA sequence and analysis of human chromosome 6”. Nature. 425 (6960): 805—11. PMID 14574404. doi:10.1038/nature02055.
- Wellendorph P, Bräuner-Osborne H (2004). „Molecular cloning, expression, and sequence analysis of GPRC6A, a novel family C G-protein-coupled receptor”. Gene. 335: 37—46. PMID 15194188. doi:10.1016/j.gene.2004.03.003.
- Wellendorph P; Hansen KB; Balsgaard A;  . (2005). „Deorphanization of GPRC6A: a promiscuous L-alpha-amino acid receptor with preference for basic amino acids”. Mol. Pharmacol. 67 (3): 589—97. PMID 15576628. doi:10.1124/mol.104.007559.
- Pi M; Faber P; Ekema G;  . (2006). „Identification of a novel extracellular cation-sensing G-protein-coupled receptor”. J. Biol. Chem. 280 (48): 40201—9. PMC 1435382 . PMID 16199532. doi:10.1074/jbc.M505186200.

## Spoljašnje veze
- GPRC6A+protein,+human на 
- „Calcium-Sensing Receptors: GPRC6”. IUPHAR Database of Receptors and Ion Channels. International Union of Basic and Clinical Pharmacology. Архивирано из оригинала 03. 03. 2016. г.